# Liste der Kulturdenkmäler in Kröppen
In der Liste der Kulturdenkmäler in Kröppen sind alle Kulturdenkmäler der rheinland-pfälzischen Ortsgemeinde Kröppen aufgeführt. Grundlage ist die Denkmalliste des Landes Rheinland-Pfalz (Stand: 31. August 2023).

## Einzeldenkmäler
| Bezeichnung                          | Lage                                                                  | Baujahr                     | Beschreibung                                                                            | Bild                           |
| ------------------------------------ | --------------------------------------------------------------------- | --------------------------- | --------------------------------------------------------------------------------------- | ------------------------------ |
| Katholische Kirche St. Jakobus Major | Kirchstraße 5 Lage                                                    | 1930er Jahre                | ehemaliges Hitler-Jugend-Heim, 1950/51 zur Kirche umgebaut und durch einen Turm ergänzt | weitere Bilder Fotos hochladen |
| Wegekreuz                            | Pirmasenser Straße, gegenüber Nr. 17 Lage                             | Anfang des 19. Jahrhunderts | Wegekreuz, Typus der Lothringer Kreuze, Anfang des 19. Jahrhunderts                     | BW                             |
| Wegekreuz                            | Weberstraße, bei Nr. 3 Lage                                           | 19. Jahrhundert             | Wegekreuz, wohl aus dem 19. Jahrhundert                                                 | BW                             |
| Wegekreuz                            | südöstlich des Ortes an der K 4; Flur Auf den Birken III. Ahnung Lage | 1812                        | Wegekreuz, Typus der Lothringer Kreuze, bezeichnet 1812                                 | Fotos hochladen                |